# 白花丹屬
白花丹属（學名：Plumbago）是白花丹科下的一个属，旧称蓝雪属，属下约有17种，为多年生草本或亚灌木植物，有时上部蔓生。
属名Plumbago源于拉丁语plumbum（铅）和ago（遭遇）的合成词，指叶片粗糙可用于打磨铅器。

## 物种
本属包括以下物种：
- 蓝花丹 Plumbago auriculata
- 贵州白花丹 Plumbago esquirolii
- 紫花丹 Plumbago indica
- 白花丹 Plumbago zeylanica